# Paracephaelis trichantha
Paracephaelis trichantha är en måreväxtart som först beskrevs av John Gilbert Baker, och fick sitt nu gällande namn av De Block. Paracephaelis trichantha ingår i släktet Paracephaelis och familjen måreväxter. Inga underarter finns listade i Catalogue of Life.